# 제2차 세계 대전 연표 (1944년)
제2차 세계 대전 연표 (1944년)는 제2차 세계 대전 1944년 중 있었던 사건, 전투 등을 정리해 나타낸 연표이다.
- 1월 2일: 미군이 뉴기니섬 휴언반도의 사이도르를 점령함
  - 1월 16일: 오스트레일리아 군대가 사이도르 동쪽 시오를 점령함
  - 1월 18일: 독일군의 패배로 레닌그라드 포위전이 종결됨
  - 1월 22일: 연합군이 5만 명의 병력과 5,000대의 차량을 로마에서 53km 떨어진 안치오 해안에 상륙시킴(몬테카시노 전투의 시작)
  - 3월 4일: 미 공군이 독일 베를린을 공습함
  - 3월 31일: 전사한 야마모토 이소로쿠의 후임자 고가 미네이치와 그의 참모가 비행기 추락 사고로 사망
  - 4월~6월: 그리스와 헝가리의 유대인들을 아우슈비츠 수용소로 이송함
  - 5월 18일: 몬테카시노 전투가 연합군의 승리로 종결됨
  - 6월 4일: 독일군이 이탈리아 로마를 포기하고 철수함
  - 6월 6일: 노르망디 상륙작전으로 7만 3,000명의 미군과 8만 3,000명의 영국, 캐나다 합동군이 상륙함
  - 6월 11일: 미군 7만 1,000명이 사이판섬에 상륙해 일본군과 대치함
  - 6월 15일: 미 해병 2사단이 사이판에서 일본군과 대치함
  - 6월 19일: 최대의 항공모함 전투인 필리핀 해 해전이 시작됨
  - 6월 21일: 필리핀해 해전이 일본군의 패배로 종결됨
  - 6월 22일: 소련군이 바그라티온 작전으로 독일군에게 크게 승리함.
  - 7월 9일: 미군이 일본군을 토벌하고 사이판을 함락시킴
  - 7월 20일: 슈타우펜베르크 대령 등에 의한 히틀러 암살 미수 사건이 실패해 5,000명이 처형됨
  - 7월 25일: 히틀러가 전쟁으로의 총동원 체제를 위해 게베루스에게 위임해 제2차 총력전을 선언
  - 7월 30일: 히틀러의 테러 사보타주 명령으로 점령 지역의 저항자 처분 강화
  - 8월 1일: 바르샤바 봉기가 다시 일어남
  - 8월 7일~8월 8일: 민족재판소에서 히틀러 암살 미수 사건의 주모자를 재판해 처형함
  - 8월 19일: 프랑스 파리에서 레지스탕스들이 봉기함
  - 8월 19일: 소련군의 결정적 승리로 바그라티온 작전이 종결됨
  - 8월 23일: 독일군이 프랑스 파리를 포기함
  - 8월 23일: 루마니아가 연합군에게 항복함
  - 8월 25일: 연합군이 프랑스 파리에 입성함
  - 9월 3일: 연합군이 벨기에 브뤼셀에 입성함
  - 9월 4일: 일본의 오오시마 대사가 히틀러와 회견해 대소 휴전을 촉구함
  - 9월 8일: 독일이 V-2 로켓에 의한 영국 공격 개시
  - 9월 9일: 불가리아가 연합군에게 항복함
  - 9월 11일: 연합군이 독일 서부 국경을 돌파함
  - 9월 17일: 연합군이 기갑 부대의 신속 돌격을 위해 공수부대를 투입하는 마켓가든 작전을 실행함
  - 9월 25일: 히틀러가 16세 ~ 60세까지의 전국 남자들에 대한 국민 돌격대 편성을 명령함
  - 9월 25일: 마켓가든 작전이 연합군의 대실패로 끝남
  - 10월 2일: 독일군이 폴란드 바르뱌사 봉기를 진압함
  - 10월 11일: 소련군이 동프로이센에서 독일 동부 국경을 돌파함
  - 10월 14일: 독일군이 그리스 아테네에서 철수함
  - 10월 14일: 독일의 에르빈 롬멜이 히틀러 암살 미수 사건에 연루되어 청산가리로 음독자살함
  - 10월 20일: 소련-유고슬라비아 연합군이 유고슬라비아 베오그라드에 입성함
  - 10월 21일: 독일 아헨이 연합군이 점령한 최초의 독일 대도시가 됨
  - 10월 23일: 일본군이 쇼고 작전으로 미군과 레이테 만 전투를 벌임
  - 10월 26일: 미군의 승리로 레이테만 전투가 종결되고 일본 연합함대가 괴멸됨
  - 11월 1일: 히틀러가 아우슈비츠 수용소의 가스 살해 중지 및 증거 인멸을 명령함
  - 11월 24일: 사이판에서 발진한 100대의 B-29 슈퍼 포트리스 폭격기가 일본을 폭격함
  - 12월: 그리스에서 친국왕파와 공산 게릴라간의 제1차 그리스 내전이 발발
  - 12월 16일: 독일군의 아르덴 공격으로 벌지 전투가 발발
  - 12월 29일: 독일-헝가리 연합군과 소련군과의 헝가리 부다페스트 포위전이 발발